# Elementi intermedi di protesi a ponte
Gli elementi intermedi di protesi a ponte sostituiscono completamente con elementi artificiali i denti naturali, impiegati nelle protesi a ponte insieme agli elementi pilastro.

## Elemento a cassetta
Risulta simile alla corona weener in quanto presenta tutte le superfici in lega ad eccezione della vestibolare che verrà scavata durante la modellazione in cera (viene lasciato il gradino in lega al colletto nella superficie vestibolare).

## Elemento a cestello
È costituito da metà superfici prossimali e metà palatale in lega e come ritenzione ci avvaliamo di un piccolo chiodino al centro dell'elemento. Tutte le restanti parti verranno costruite in materiale estetico (resina, porcellana, isosit, ecc.) e nella superficie vestibolare lasceremo il bordino in lega. Simile alla corona mathè viene utilizzato particolarmente nei premolari inferiori per motivi estetici anche se è facile all'abrasione.

## Elemento intermedio fuso
Viene utilizzato quando il paziente è allergico ai materiali estetici. È simile alla corona fusa e viene ridotto di un terzo delle normali dimensioni per non appesantire la protesi a ponte (i punti di contatto vengono interamente rinforzati se no ci sarebbe troppa distanza).

## Elemento in posizione (preformati)
È utilizzato nelle lavorazioni in isosit che si trova in commercio già preformato in diverse grandezze, dovremo quindi solo collocarlo in posizione unendolo al resto del ponte nei punti di contatto.

## Corona in resina provvisoria
Questo particolare tipo di corona ha la funzione di sostituire temporaneamente quella che sarà la protesi definitiva. Essendo costruita completamente in resina viene adottata solo nel gruppo anteriore sia per il fattore estetico che per la fragilità. Nei denti posteriori utilizzeremo una corona stampata.
La corona provvisoria assolve i seguenti requisiti:
1. ricopre e protegge il dente che da poco è stato ridotto a moncone, quindi è più sensibile agli agenti esterni (caldo, freddo,etc.).
2. Evita l'allungamento dei monconi che trovandosi privi dell'articolazione con gli antagonisti potrebbero appunto allungarsi verso questa o migrare in altre direzioni.
3. Consente al paziente una discreta masticazione nonostante i denti ridotti a moncone.
4. Ristabilisce l'estetica e la fonetica.